# Elvir Maloku
Elvir Maloku (Rijeka, Croacia, 14 de mayo de 1996) es un futbolista croata-albanés que juega como centrocampista en el VfR Mannheim de la Oberliga Baden-Wurtemberg.

## Trayectoria
Tiene doble nacionalidad, croata y albanesa, selecciones con las que ha sido internacional en categorías inferiores.
La temporada 15-16 jugó un total de 35 partidos en el Hajduk Split, entre liga y copa, marcando 3 goles. Además, ha sido internacional con la selección croata en categorías inferiores (sub-19 y sub-17).
Firmó por el Nàstic en verano de 2016 para jugar en la segunda división, procedente del Hajduk Split.
En enero de 2017, estando vinculado hasta 2020 al Gimnàstic, abandonó la entidad tarraconense hasta el final del curso de manera provisional para jugar cedido en el AEK Larnaca chipriota.

## Clubes
| Club                        | País       | Año       |
| --------------------------- | ---------- | --------- |
| H. N. K. Hajduk Split       | Croacia    | 2014-2016 |
| Club Gimnàstic de Tarragona | España     | 2016-2019 |
| AEK Larnaca (cedido)        | Chipre     | 2017-2018 |
| N. K. Aluminij (cedido)     | Eslovenia  | 2018-2019 |
| Olimpia Grudziądz           | Polonia    | 2019-2020 |
| F. K. Dečić Tuzi            | Montenegro | 2021      |
| N. K. Opatija               | Croacia    | 2021-2022 |
| PAEEK F. C.                 | Chipre     | 2022-2023 |
| VfR Mannheim                | Alemania   | 2023-     |